# Chlorostilbon elegans
Chlorostilbon elegans е изчезнал вид птица от семейство Колиброви (Trochilidae).

## Разпространение
Видът е с неизвестен произход, но най-вероятно е бил разпространен в Ямайка или Бахамите.
Въпреки че няма информация за точната причина за изчезване, предполага се че такива са загубата на местообитания или растения с които са се хранили, както и хищничество от внесени бозайници.